# X (filme)
X (bra: X - A Marca da Morte; prt: X) é um filme de slasher americano escrito, dirigido, produzido e editado por Ti West. É estrelado por Mia Goth, Jenna Ortega, Martin Henderson, Brittany Snow, Owen Campbell, Stephen Ure e Scott Mescudi, que também atuou como co-produtor executivo. O enredo do filme segue um elenco e equipe que se reúnem para fazer um filme pornográfico na propriedade rural de um casal de idosos no Texas, mas se veem ameaçados por um assassino improvável.
X foi filmado na Nova Zelândia, com produção principalmente em Fordell. Sua trilha foi composta por Tyler Bates e Chelsea Wolfe. O filme teve sua estreia mundial no South by Southwest (SXSW) em 13 de março de 2022 e foi lançado nos Estados Unidos e Canadá em 18 de março de 2022 pela A24. Em Portugal estreou 17 de março de 2022 pela NOS Audiovisuais e no Brasil em 11 de agosto de 2022 pela PlayArte. Ele recebeu críticas geralmente positivas, com críticos elogiando suas homenagens aos filmes de terror do século 20—particularmente o Massacre da Serra Elétrica de 1974—e as atuações de Goth, Snow e Ortega.
O filme lançou com sucesso uma série de filmes de mesmo nome, começando com um filme prequel intitulado Pearl, lançado em 16 de setembro de 2022 nos Estados Unidos, e uma sequela intitulada MaXXXine, com lançamento previsto para 5 de julho de 2024.

## Sinopse
Em 1979, a aspirante a atriz pornográfica Maxine Minx embarca em uma viagem pela zona rural do Texas com seu namorado e produtor Wayne, os atores Bobby-Lynne e Jackson Hole, o diretor RJ e sua namorada, Lorraine, para filmar um filme adulto no crescente mercado de pornografia teatral, mas quando os seus anfitriões reclusos e idosos os apanham em flagrante, o grupo vê-se obrigado a lutar pelas suas próprias vidas.

## Elenco
- Mia Goth como Maxine "Max" Minx / Pearl[10]
- Jenna Ortega como Lorraine Day[10]
- Brittany Snow como Bobby-Lynne Parker[10]
- Scott Mescudi como Jackson Hole[10]
- Martin Henderson como Wayne Gilroy[10]
- Owen Campbell como RJ Nichols[10]
- Stephen Ure como Howard[10]
- James Gaylyn como Sheriff Dentler.[10]

## Temas e influências
Nate Roscoe da Fangoria, escreveu em um artigo sobre X que exemplifica uma visão moderna do subgênero de terror chamado psico-biddy, no qual mulheres idosas ou idosos são retratados como personagens grotescos e violentos. Roscoe também observa que o tema principal do filme gira em torno do envelhecimento, juventude e saudade do passado. "Apanhando sua inspiração dos recessos mais obscuros da arte e da exploração, é a relação entre beleza, envelhecimento e autoestima que se arrasta mais conspicuamente através da arquitetura de X." Ele também observa que o filme apresenta seu antagonista — a assassina Pearl — de uma maneira simpática, escrevendo que, em alguns momentos, "não se pode deixar de sentir uma pena esmagadora por essa figura trágica".
Os críticos notaram a influência de vários filmes em X, com vários comentaristas observando homenagens ao filme de The Texas Chain Saw Massacre (1974). Outros filmes citados pelos críticos incluem Psycho (1960), Hardcore (1979), The Shining, Alligator (ambos de 1980), e Boogie Nights (1997). Richard Roeper escreveu que X também contém "ecos" de filmes pornográficos como Blue Movie (1969) e Debbie Does Dallas (1978).

## Produção
Em novembro de 2020, foi anunciado que a A24 produziria um filme de terror intitulado X, que seria escrito e dirigido por Ti West e estrelado por Mia Goth, Scott Mescudi (que também é produtor executivo) e Jenna Ortega. Em fevereiro de 2021, Brittany Snow se juntou ao elenco.
A fotografia principal ocorreu de 16 de fevereiro a 16 de março de 2021, na Ilha Norte da Nova Zelândia.
Várias cenas foram filmadas dentro e ao redor da cidade de Whanganui. A produção foi predominantemente em uma fazenda no assentamento de Fordell, onde um grande celeiro foi construído como parte da produção. A fotografia também ocorreu perto da cidade de Bulls, em Rangitīkei, onde os produtores fizeram uso de uma antiga prefeitura.

### Efeitos especiais
Mia Goth usou uma extensa maquiagem protética para retratar a anciã Pearl. Descrevendo sua experiência, Goth declarou: "Foram boas 10 horas na cadeira de maquiagem, e então eu filmava por cerca de 12 horas no set, e a maquiadora Sarah Rubano, que era incrível, estaria constantemente me tocando e certificando de que minhas próteses estavam bem e todo esse tipo de coisa."
A cena em que Pearl esfaqueia RJ no pescoço envolveu o uso de uma faca retrátil, um pescoço protético com uma fenda e um tubo para permitir a passagem do sangue falso. O efeito da decapitação posterior de RJ foi realizado usando um manequim de cabeça de RJ, com dublê e piso falso; o dublê estava deitado de costas, com a cabeça e os ombros sob o piso falso e escondido por uma prótese na parte superior do corpo. O performer então contraiu seu corpo durante a filmagem da cena, que, quando emparelhado com a cabeça de manequim decapitada, cria a ilusão do corpo de RJ se contraindo após a morte. Para a cena em que Pearl esfaqueia Wayne nos olhos com um forcado, um manequim da parte superior do corpo e da cabeça de Wayne foi construído pelo MimicFX Studio, com sede na Holanda.

## Música
A trilha sonora do filme foi composta por Tyler Bates e Chelsea Wolfe, e apresenta uma versão cover de "Oui, Oui, Marie" interpretada por Wolfe, que foi lançada como single digital em 11 de março de 2022.
Além da trilha de Bates e Wolfe, o filme incorpora uma série de músicas dos anos 1960 e 1970, incluindo "In the Summertime" de Mungo Jerry, "Act Naturally" de Loretta Lynn, e "(Don't Fear) The Reaper" de Blue Öyster Cult. Além disso, uma cena do filme apresenta Jackson (Scott Mescudi) e Bobby-Lynne (Brittany Snow) tocando "Landslide" de Fleetwood Mac, com o primeiro tocando violão e a segunda fornecendo os vocais.

## Lançamento

### Cinema
X estreou no festival South by Southwest (SXSW) em 13 de março de 2022. O filme foi lançado em Portugal em 17 de março de 2022 pela NOS Audiovisuais, Estados Unidos e Canadá em 18 de março e no Brasil em 11 de agosto pela PlayArte. É o último filme a ser distribuído pela Entertainment One na Espanha antes do fechamento da divisão espanhola da distribuidora em 29 de junho de 2023, junto com sua divisão canadense pouco antes do lançamento do filme.
O filme foi relançado nos cinemas AMC dos EUA em 11 de outubro de 2023, ao lado de outros filmes distribuídos pela A24, Under the Skin (2013), The Witch (2015) e Midsommar (2019).

### Mídia doméstica
O filme foi lançado em serviços de vídeo sob demanda (incluindo Apple TV, Amazon Prime Video, Google Play, YouTube e VUDU) em 14 de abril de 2022. Foi lançado em Blu-ray e DVD em 24 de maio de 2022 pela Lionsgate Home Entertainment.

## Recepção

### Bilheteria
X arrecadou US$ 11,8 milhões nos Estados Unidos e Canadá, e US$ 2,7 milhões em outros territórios, para um total mundial de US$ 14,5 milhões, tornando-se um sucesso de bilheteria contra seu orçamento de apenas US$ 1 milhão.
Nos Estados Unidos e Canadá, X foi lançado ao lado de Jujutsu Kaisen 0, The Outfit e Umma, e foi projetado para arrecadar US$ 2–5 milhões em seu fim de semana de estreia. O filme arrecadou US$ 4,3 milhões em 2.865 cinemas em seu fim de semana de estreia, terminando em quarto lugar. Os homens representaram 55% do público durante sua abertura, com faixa etária de 18 a 34 anos representando 73% das vendas de ingressos. A divisão étnica do público mostrou que 50% eram caucasianos, 22% hispânicos e latino-americanos, 12% afro-americanos e 16% asiáticos ou outros. O filme faturou US$ 2,2 milhões em seu segundo fim de semana e US$ 1 milhão em seu terceiro. Ele saiu do top dez de bilheteria em seu quarto fim de semana com $ 359.067 (uma queda de 65%).

### Crítica
No agregador de críticas Rotten Tomatoes, o filme tem um índice de aprovação de 94% com base em 214 críticas, com uma classificação média de 7,7/10. O consenso dos críticos do site diz: "Uma nova reviravolta na fórmula clássica do slasher, X marca o ponto onde Ti West volta retumbantemente às suas raízes de terror." No Metacritic, que usa uma média aritmética ponderada, o filme tem uma pontuação de 79 de 100 com base em 35 críticos, indicando "críticas geralmente favoráveis". O público pesquisado pelo PostTrak deu ao filme uma pontuação positiva de 68%, com 45% dizendo que definitivamente o recomendariam.
Revisando o filme após sua estreia no SXSW, Owen Gleiberman, da Variety, o chamou de "uma homenagem deliberada, amorosa e meticulosa" ao The Texas Chain Saw Massacre (1974), bem como "um passeio astuto e divertido de terror em câmera lenta que merece seus choques, juntamente com seu fator de mal-estar singular, que se relaciona com o fato de que os demônios aqui são espécimes antigos da humanidade que realmente têm um toque de humanidade." John DeFore do The Hollywood Reporter elogiou o elenco do filme e observou que, "Antes que o sangue comece (e mesmo no meio da ação), West parece realmente considerar a dor da juventude irrecuperável e sentir por aqueles cujos últimos anos são consumidos por ela." Todd Gilchrist, do The A.V. Club, deu ao filme uma nota "B+", escrevendo que "examina a maneira como a juventude nos outros parece trazer à tona o sentimento e o impacto da idade em nós mesmos, sem mencionar como resistimos ou respondemos a isso quando acontece," e chamando-o de "diversão sangrenta e corajosa". Abby Olcese, escrevendo para RogerEbert.com, deu ao filme uma pontuação de três de quatro estrelas, concluindo: "X é muito divertido; também parece uma ninharia que poderia facilmente ter sido muito mais."
Após o lançamento, David Sims, do The Atlantic, chamou o filme de "um clássico moderno", comparando-o com o The Texas Chain Saw Massacre (2003), que ele sentiu que falhou criativamente em comparação com X. Richard Roeper, do Chicago Sun-Times, premiou o filme com três estrelas e meia de quatro estrelas, chamando-o de "o tipo de filme que faz você sentir nojo em certos momentos e depois rir do absurdo salpicado de sangue dele. É uma nova reviravolta no filme de terror de época, inteligente, estranho e fantasticamente depravado." A. O. Scott, em uma resenha do filme para o The New York Times, escreveu que X "não tem vergonha de apelar para o voyeurismo. Não há nada de tímido ou artístico sobre o derramamento de sangue. West, ao contrário de seus pornógrafos, tem coisas a dizer, bem como corpos para mostrar. Acima de tudo, ele tem uma estética que não é só terror ou excitação. X é cheio de planos sonhadores e assustadores e momentos de ternura surpreendente."
Valerie Complex da Deadline Hollywood se referiu ao filme como "uma nova carta de amor ao gênero de filmes de terror", escrevendo: "Dou crédito a West por ter uma visão e manter suas influências. Ele sabe o que quer fazer e como executar. X é um entretenimento de nível superficial, mas ainda é uma peça satisfatória de cinema de terror independente que vale a pena arriscar." Dmitry Samarov do Chicago Reader deu ao filme uma crítica principalmente negativa, escrevendo que "mesmo o fã de terror mais casual não perderá as referências que X faz ao The Texas Chain Saw Massacre, mas isso, ao contrário da obra-prima de Tobe Hooper, que tem um ponto a fazer sobre o desespero econômico e o choque cultural na América dos anos 70, West só quer punir todos os envolvidos em formas sangrentas jogadas para rir."

### Prêmios
| Lista de prêmios e indicações | Lista de prêmios e indicações | Lista de prêmios e indicações                       | Lista de prêmios e indicações     | Lista de prêmios e indicações                                       | Lista de prêmios e indicações | Lista de prêmios e indicações |
| Ano                           | Premiação                     | Premiação                                           | Categoria                         | Indicado(s)                                                         | Resulto                       | Ref.                          |
| ----------------------------- | ----------------------------- | --------------------------------------------------- | --------------------------------- | ------------------------------------------------------------------- | ----------------------------- | ----------------------------- |
| 2022                          | 2022                          | MTV Movie & TV Awards                               | Atuação Mais Assustada            | Mia Goth                                                            | Indicado                      | [ 46 ]                        |
| 2022                          | 2022                          | Hollywood Critics Association Midseason Film Awards | Melhor Atriz                      | Mia Goth                                                            | Indicado                      | [ 47 ]                        |
| 2022                          | 2022                          | Hollywood Critics Association Midseason Film Awards | Melhor Horror                     | X                                                                   | Indicado                      | [ 47 ]                        |
| 2022                          | 2022                          | Hollywood Critics Association Midseason Film Awards | Melhor Filme Indie                | X                                                                   | Indicado                      | [ 47 ]                        |
| 2022                          | 2022                          | Saturn Awards                                       | Melhor Filme de Horror            | X                                                                   | Indicado                      | [ 48 ]                        |
| 2022                          | 2022                          | Hollywood Music in Media Awards                     | Melhor Supervisão Musical — Filme | Joe Rudge                                                           | Indicado                      | [ 49 ]                        |
| 2022                          | 2022                          | North Texas Film Critics Association                | Melhor recém-chegado              | Jenna Ortega                                                        | Indicado                      | [ 50 ]                        |
| 2022                          | 2022                          | Sunset Circle Awards                                | Melhor Atriz                      | Mia Goth (também indicada por Pearl)                                | Indicado                      | [ 51 ]                        |
| 2022                          | 2022                          | Sunset Circle Awards                                | Melhor Filme de Terror            | X                                                                   | Venceu                        | [ 51 ]                        |
| 2022                          | 2022                          | Sunset Circle Awards                                | Cinco Diretores Que Arrasam       | Ti West (também indicado por Pearl)                                 | Indicado                      | [ 51 ]                        |
| 2022                          | 2022                          | Boston Society of Film Critics                      | Melhor Fotografia                 | Eliot Rockett (também indicado por Pearl)                           | Venceu                        | [ 52 ]                        |
| 2022                          | 2022                          | St. Louis Film Critics Association                  | Melhor Filme de Terror            | X                                                                   | Indicado                      | [ 53 ]                        |
| 2023                          | 2023                          | Austin Film Critics Association                     | Prêmio Artista Revelação          | Jenna Ortega (também indicada por The Fallout, Scream e Studio 666) | Venceu                        | [ 54 ]                        |
| 2023                          | 2023                          | Seattle Film Critics Society                        | Melhor vilão                      | Pearl (retratada por Mia Goth) (também indicada por Pearl)          | Indicado                      | [ 55 ]                        |
| 2023                          | 2023                          | Hollywood Critics Association Awards                | Melhor Filme de Terror            | X                                                                   | Indicado                      | [ 56 ]                        |

## Trabalhos relacionados
Em março de 2022, foi revelado que Pearl, um filme prequel, foi filmado em segredo com o primeiro filme. Ti West dirigiu e co-escreveu o filme com Mia Goth. A fotografia principal ocorreu na Nova Zelândia e, após o anúncio oficial, já estava na fase de pós-produção. Goth reprisa seu papel como uma Pearl mais jovem. A24 produziu o projeto, com Jacob Jaffke, Harrison Kreiss e Kevin Turen atuando como produtores, e West, Goth, Mescudi e Sam Levinson como produtores executivos. Uma prévia também foi mostrada na cena pós-créditos de X apenas para lançamentos norte-americanos. Pearl foi lançado nos cinemas no Estados Unidos em 16 de setembro de 2022, aproximadamente seis meses após o lançamento de X.
Uma terceira parte, MaXXXine, foi anunciada pouco antes do lançamento de Pearl, que se concentrará no personagem Maxine na década de 1980 em Los Angeles, seguindo os eventos descritos em X.